# Lisanne Vermeulen
Lisanne Vermeulen est une joueuse de football néerlandaise, née le 14 septembre 1985. Elle joue actuellement au PSV/FC Eindhoven (Pays-Bas).

## Palmarès
- Championne des Pays-Bas (2) : 2005 - 2006
- Coupe des Pays-Bas (2) : 2004 - 2010
- Super Coupe des Pays-Bas (2) :  2005 - 2006
- Doublé Championne des Pays-Bas-Super Coupe des Pays-Bas (2) : 2005 - 2006